# Список глав государств в 956 году
Список глав государств в 955 году — 956 год — Список глав государств в 957 году — Список глав государств по годам

## Азия
- Аббасидский халифат — Абуль-Касим аль-Мути, халиф (946 — 974)
  -  Хамданиды — 
    - Насир ад-даула эл-Хасан, эмир (Аль-Джазира) (929 — 967)
    - Сайф ад-Даула Али, эмир (Алеппо) (945 — 967)
- Абхазское царство — Георгий II, царь (ок.916 — ок. 960)
- Армения (Анийское царство) — Ашот III Милостивый, царь (953 — 977)
- Васпураканское царство — Дереник-Ашот (Ашот III), царь (943 — ок. 958)
- Вайтхали[англ.] — Чула Тенг Санда, царь[англ.] (951 — 957)
- Вьетнам (Династия Нго) — Тхьен Шать Выонг, король (950 — 965)
- Грузия —
  - Кахетия — Квирике II, князь[англ.] (929 — 976)
  - Тао-Кларджети — Сумбат I, куроплат (954 — 958)
    - Адарнас V, магистр (Тао) (945 — 961)
    - Сумбат II, эристави (Кларджети) (943 — 988)

  - Тбилисский эмират — Джаффар II бен Мансур, эмир (952 — 981)
- Дали — Дуань Сыцун, король (952 — 968)
- Индия —
  - Венги (Восточные Чалукья) — Амма II, махараджа (947 — 970)
  - Гурджара-Пратихара — 
    - Махипала II, махараджа (955 — 956)
    - Виджаяпала II, махараджа (956 — 960)

  - Западные Ганги — Бутуга II, махараджа (938 — 961)
  - Камарупа — Ратна Пала, махараджадхираджа[англ.] (920 — 960)
  - Качари[англ.] — Прасанто, царь[англ.] (925 — 1010)
  - Кашмир — Кшемагупта, царь[нем.] (950 — 958)
  - Пала — Гопала II, царь (940 — 960)
  - Парамара[англ.] — Сияка II, махараджа[англ.] (948 — 974)
  - Раштракуты — Кришнараджа III, махараджадхираджа (939 — 967)
  - Харикела (династия Чандра) — Шричандра, махараджадхираджа[англ.] (930 — 975)
  - Чола — 
    - Гандарадитья, махараджа (950 — 956)
    - Аринджая, махараджа (956 — 957)

  - Ядавы (Сеунадеша) — Вадуги I, махараджа (950 — 970)
- Индонезия —
  - Матарам (Меданг) — Шри Исияна Тунггавийя, шри-махараджа (947 — 985)
  - Сунда — Лимбур Канкана, король (954 — 964)
- Иран —
  -  Буиды —
    - Джибал — Рукн ад-Даула, эмир (935 — 977)
    - Керман и Фарс — Адуд ад-Даула, эмир (949 — 983)

  -  Зияриды — Захир ад-даула Абу Мансур Вушмагир, эмир (935 — 967)
  -  Раввадиды — Хусейн, эмир (956 — 961)
  -  Салариды — Марзубан ибн Мухаммад, эмир (941 — 957)
  -  Саманиды — Абд аль-Малик I, эмир (954 — 961)
  -  Саффариды — Абу Джафар ибн-Лейс, эмир (922 — 963)
  -  Табаристан (Баванди) — Рустам II, испахбад (946 — 965)
- Йемен —
  -  Зийядиды — Абу'л-Яш Исхак ибн Ибрагим, эмир (904 — 981)
  - Яфуриды — 
    - Мухаммад II ибн Ибрахим, имам (944 — 956)
    - Мухаммад ибн ад-Даххак (вождь клана Бану Хамдан), имам (956 — 963)
- Караханидское государство — Мусе ибн Абд ал-Карим Богра-хан, султан (956 — 958)
- Китай (Эпоха пяти династий и десяти царств) —
  -  Поздняя Чжоу — Ши-цзун (Чай Жун), император (954 — 959)
  -  Поздняя Шу — Мэн Чан, император (934 — 965)
  -  Северная Хань — Лю Цзюнь, император (954 — 968)
  -  У Юэ — Цянь Чу, король[англ.] (947 — 978)
  -  Цзиннань — Гао Баожун, король[англ.] (948 — 960)
  -  Чу — 
    - Ван Куй, король[англ.] (953 — 956)
    - Чжоу Синфэн, король[англ.] (956 — 962)

  -  Южная Тан — Юань-цзун (Ли Цзин), император (943 — 961)
  -  Южная Хань — Чжун-цзун (Лю Шэн), император (943 — 958)
- Кхмерская империя (Камбуджадеша) — Раджендраварман II, император (944 — 968)
- Корея (Корё)  — Чонджон, ван (949 — 975)
- Ляо — Му-цзун (Шулюй), император (951 — 968)
- Паган — 
  - Теинхко, король[англ.] (934 — 956)
  - Наун-у Сорэхан, король[англ.] (956 — 1001)
- Раджарата (Анурадхапура) — Сена III, король (955 — 964)
- Тямпа — Индраварман III, князь (918 — 959)
- Шеддадиды (Двинский эмират) — Мухаммад ибн Шаддад, эмир (951 — 971)
- Ширван — 
  - Мухаммед III ибн Йазид, ширваншах (948 — 956)
  - Ахмад I ибн Мухаммед, ширваншах (956 — 981)
- Япония — Мураками, император (946 — 967)

## Африка
- Гао — Нгару Нга Дам, дья (ок. 940 — ок. 970)
- Берегватов Конфедерация — Абу аль-Ансар Абдалла, король (ок. 917 — ок. 961)
- Идрисиды — Хасан ибн Касим, халиф Магриба (954 — 974, 975 — 985)
- Канем — Катури, маи (942 — 961)
- Макурия — Кабил, царь (ок. 943 — ок. 958)
- Некор[англ.] — Юртум ибн Ахмад, эмир[англ.] (947 — 970)
- Сиджильмаса — Мухаммад IV аш-Шакир, эмир (933 — 958)
- Фатимидский халифат — Аль-Муизз Лидиниллах, халиф (953 — 975)
- Эфиопия — Татадим, император (919 — 959)

## Европа
- Англия — Эдвиг, король (955 — 959)
- Болгарское царство — Петр I, царь (927 — 969)
- Бургундское королевство (Арелат) — Конрад I Тихий, король (937 — 993)
  - Вьенн — Карл Константин, граф (931 — 962)
  - Прованс — Бозон II, граф (949 — ок. 966)
- Венгрия — Такшонь, князь (надьфейеделем) (955 — 972)
- Венецианская республика — Пьетро III Кандиано, дож (942 — 959)
- Византийская империя — Константин VII Багрянородный, император (913 — 920, 945 — 959)
- Волжская Булгария — Абдуллах ибн Микаил, хан[англ.] (ок. 950 — ок. 970)
- Восточно-Франкское королевство (Германия) — Оттон I Великий, король (936 — 973)
  - Бавария — Генрих II Строптивый, герцог (955 — 976, 985 — 995)
  - Голландия — Дирк II, граф (ок. 939 — 988)
  - Лотарингия — Бруно I Великий, герцог (953 — 965)
  - Намюр — Роберт I, граф (ок. 924 — ок. 974)
  - Саксония — Оттон I Великий, герцог (936 — 961)
  - Саксонская Восточная марка — Геро I Железный, маркграф (937 — 965)
  - Чехия — Болеслав I Грозный, князь (935 — ок. 967)
  - Швабия — Бурхард III, герцог (954 — 973)
  - Эно (Геннегау) — Ренье III, граф (ок. 940 — 958)
- Гасконь — Санш V Санше, герцог (ок. 950 — 961)
  - Фезансак — Гильом Гарсия де Фезансак, граф (ок. 926 — ок. 960)
- Дания — Горм Старый, король (ок. 948 — 958)
- Западно-Франкское королевство — Лотарь, король (954 — 986)
  - Аквитания —
    - Гуго Великий, герцог (955 — 956)
    - Гуго II Капет, герцог (956 — 962)

  - Ампурьяс — Госфред I, граф (931 — 991)
  - Ангулем — Гильом III, граф (950 — 962)
  - Анжу — Фульк II Добрый, граф (942 — 958)
  - Барселона — Боррель II, граф (947 — 992)
  - Бесалу — Вифред II, граф (927 — 957)
  - Бретань — Дрого, герцог (952 — 958)
  - Булонь — Арнульф I, граф (935 — 964)
  - Бургундия —
    - Жильбер, герцог (952 — 956)
    - Оттон, герцог (956 — 965)

  - Вермандуа — Альберт I Благочестивый, граф (946 — 987)
  - Готия — Раймунд II, граф Руэрга, маркиз (ок. 935 — ок. 961)
  - Каркассон — Арсинда, графиня (934 — ок. 957)
  - Конфлан — Сунифред II, граф (927 — 968)
  - Мо — Роберт I де Вермандуа, граф (946 — 966)
  - Мэн — Гуго II, граф (ок. 940 — 980/992)
  - Нант — Дрого, граф (952 — 958)
  - Невер — Оттон, граф (956 — 965)
  - Нейстрийская марка —
    - Гуго Великий, маркиз (922 — 956)
    - Гуго Капет, маркиз (956 — 987)

  - Нормандия — Ричард I Бесстрашный, герцог (942 — 996)
  - Овернь[англ.] — Гильом III, граф (950 — 963)
  - Пальярс —
    - Рамон II, граф (948 — ок. 995)
    - Боррель I, граф (948 — ок. 994)
    - Суньер I, граф (948 — ок. 1010)

  - Париж —
    - Гуго Великий, граф (922 — 956)
    - Гуго Капет, граф (956 — 987)

  - Пуатье — Гильом I, граф (934 — 963)
  - Рибагорса —
    - Бернат I Унифред, граф (920 — ок. 956)
    - Гильем I, граф (ок. 950 — ок. 976)
    - Рамон II, граф (ок. 956 — ок. 970)

  - Руссильон — Госфред I, граф (931 — 991)
  - Руэрг — Раймунд II, граф (ок. 935 — ок. 961)
  - Серданья — Сунифред II, граф (927 — 968)
  - Труа —
    - Жильбер, граф (952 — 956)
    - Роберт II (I) де Вермандуа, граф (956 — 966)

  - Тулуза — Раймунд IV, маркграф (ок. 950 — 972)
  - Фландрия — Арнульф I Великий, граф (918 — 958, 962 — 965)
  - Шалон —
    - Жильбер, граф (924 — 956)
    - Ламберт, граф (956 — 979)
- Ирландия —
  - Конгалах Кногба, верховный король (944 — 956)
  - Домналл Уа Нейлл, верховный король (956 — 980)
  - Айлех — Домналл Уа Нейлл, король (943 — 980)
  - Дублин — Олав III Кваран, король (945 — 947, 952 — 980)
  - Коннахт —
    - Тадг II, король (925 — 956)
    - Фергал II Уа Руайрк, король (956 — 966)

  - Лейнстер — Туатал II, король (947 — 958)
  - Миде — Карлуш Mac Куинн, король (952 — 960)
  - Мунстер — Маэл Фатардайг, король (955 — 957)
  - Ольстер — Ардгал мак Матудан, король (950 — 970)
- Испания —
  - Арагон — Гарсия I Санчес, граф (943 — 970)
  - Кордовский халифат — Абд ар-Рахман III, халиф (929 — 961)
  - Леон —
    - Ордоньо III, король (951 — 956)
    - Санчо I Толстый, король (956 — 958, 960 — 966)
    - Кастилия — Фернан Гонсалес, граф (931 — 944, 945 — 970)

  - Наварра — Гарсия I Санчес, король (931 — 970)
- Италийское королевство — Беренгар II Иврейский, король Италии (950 — 964)
  - Иврейская марка — Беренгар, маркграф (924 — 964)
  - Сполето — Теобальд II, герцог (953 — 959)
  - Тосканская марка — Уберто, маркграф (936 — 962)
- Италия —
  - Беневенто и Капуя —
    - Ландульф II, князь (940 — 961)
    - Пандульф I Железная Голова, князь (943 — 981)

  - Гаэта — Иоанн II, герцог[англ.] (954 — 962/963)
  - Неаполь — Иоанн III, герцог (928 — 968)
  - Салерно — Гизульф I, князь (946 — 977)
- Киевская Русь (Древнерусское государство) —
  - Ольга, великая княгиня Киевская (945 — 962)
  - Святослав Игоревич, великий князь Киевский, князь Новгородский (945 — 972)
- Критский эмират — Абд аль-Азиз, эмир (949 — 961)
- Норвегия — Хокон I Добрый, король (935 — 961)
- Папская область — Иоанн XII, папа римский (955 — 963)
- Португалия — Гонсало I Менендес, граф (ок. 950 — 997)
- Сицилийский эмират — Ахмад ибн Хасан, эмир (953 — 969)
- Уэльс —
  - Гвент — Ноуи ап Гуриад, король (955 — 970)
  - Гвинед —
    - Иаго ап Идвал, король (950 — 979)
    - Иейав ап Идвал, король (950 — 969)

  - Гливисинг — Морган ап Оуэн, король (930 — 974)
  - Дехейбарт — Оуэн ап Хивел, король (950 — 987)
- Хазарский каганат — Иосиф, бек (ок. 940 — ок. 965)
- Хорватия — Михайло Крешимир II, король (949 — 969)
- Шотландия (Альба) — Индульф, король (954 — 962)

- Оттон I Великий 
 937-973 
 Король Восточно-Франкского королевства
- Константин VII Багрянородный 
 945-959 
 Император Византии
- Ольга 
 945-962 
 Великая княгиня Киевская
- Мураками 
 946-967 
 Император Японии
- Горм Старый 
 948-958 
 Король Дании
- Эдвиг 
 955-959 
 Король Англии
- Лотарь 
 954-986 
 Король Западно-Франкского королевства
- Ордоньо III 
 952-956 
 Король Леона
- Индульф 
 954-962 
 Король Шотландии
- Бруно Великий 
 953-965 
 Герцог Лотарингский
- Арнульф I Великий 
 918-965 
 Граф Фландрский
- Болеслав I Грозный 
 935-967 
 Князь Чехии
- Генрих II Строптивый 
 955-976 
 Герцог Баварский
- Дирк II  
 939-988 
 Граф Голландии
- Ричард I Бесстрашный 
 942-996 
 Герцог Нормандии
- Боррель II 
 947-992 
 Граф Барселоны
- Пьетро III Кандиано 
 942-959 
 Дож Венеции
- Иоанн XII 
 955-963 
 Папа римский